# Desa Tuanatuk
Desa Tuanatuk är en administrativ by i Indonesien.   Den ligger i provinsen Nusa Tenggara Timur, i den sydöstra delen av landet, 1 800 km öster om huvudstaden Jakarta. Desa Tuanatuk ligger på ön Pulau Roti.